# La Grande Sophie s'agrandit
Albums de La Grande Sophie
Le Porte-bonheur
(2001)
La Grande Sophie s'agrandit est le premier album de La Grande Sophie. Il est sorti en 1997.

## Liste des titres
CD 1
1. Sur le ferry-boat (2:59)
2. Ton foulard (3:17)
3. Le Jouet (3:07)
4. Shoot dans l'ballon de foot (2:24)
5. On balade (5:29)
6. Le Crime (3:21)
7. La Serviette à fleurs rouges (2:49)
8. Si tu as un doute (4:02)
9. Pour toi (3:49)
10. Où j'irai cet aprem (2:38)
11. Pas si facile (4:24)
12. Voilà comment c'est chez moi (2:24)
13. Ton drôle de caractère (3:42)
14. En fait (4:20)

CD 2
1. Extra Musical (Easy Kitchen) (4:11)
2. Alors ? (MC Relou remix) (3:05)
3. Kitchen miousik (2:40)
4. Le Jouet
5. La Grande Sophie